# Rahmat Akbari
Rahmat Akbari (Jaghori, 20 giugno 2000) è un calciatore afghano con cittadinanza australiana, centrocampista dei Gold Coast Knights e della nazionale afghana.

## Biografia
Nato a Jaghori, in Afghanistan, da una famiglia di etnia Hazara, ha vissuto cinque anni in Pakistan, prima di emigrare in Australia assieme alla famiglia nel 2005, stabilendosi nel sud-est del Queensland.

## Caratteristiche tecniche
È un trequartista.

## Carriera

### Club
Nel 2017 viene tesserato dal Brisbane Roar, che lo aggrega al proprio settore giovanile. Esordisce in prima squadra il 6 ottobre 2017 contro il Melbourne City, subentrando all'83 al posto di Nicholas D'Agostino.
Il 24 ottobre 2018 passa in prestito al Melbourne Victory. Terminato il prestito, il 4 giugno 2019 torna al Brisbane Roar. Il 28 giugno 2023 viene ingaggiato dalla T'orp'edo Kutaisi, sodalizio georgiano.

### Nazionale
Dopo aver disputato alcuni incontri con l'Australia Under-17, nel 2022 accetta la convocazione da parte della nazionale afghana.

## Statistiche

### Presenze e reti nei club
Statistiche aggiornate al 3 novembre 2023.
| Stagione             | Squadra              | Campionato           | Campionato | Campionato | Coppe nazionali | Coppe nazionali | Coppe nazionali | Coppe continentali | Coppe continentali | Coppe continentali | Altre coppe | Altre coppe | Altre coppe | Totale | Totale |
| Stagione             | Squadra              | Comp                 | Pres       | Reti       | Comp            | Pres            | Reti            | Comp               | Pres               | Reti               | Comp        | Pres        | Reti        | Pres   | Reti   |
| -------------------- | -------------------- | -------------------- | ---------- | ---------- | --------------- | --------------- | --------------- | ------------------ | ------------------ | ------------------ | ----------- | ----------- | ----------- | ------ | ------ |
| 2017-2018            | Brisbane Roar        | AL                   | 6          | 0          | CA              | 0               | 0               | -                  | -                  | -                  | -           | -           | -           | 6      | 0      |
| 2018-2019            | Melbourne Victory    | AL                   | 9          | 0          | CA              | 0               | 0               | ACL                | 2                  | 0                  | -           | -           | -           | 11     | 0      |
| 2019-2020            | Brisbane Roar        | AL                   | 5          | 0          | CA              | 2               | 0               | -                  | -                  | -                  | -           | -           | -           | 7      | 0      |
| 2020-2021            | Brisbane Roar        | AL                   | 25+1       | 0          | -               | -               | -               | -                  | -                  | -                  | -           | -           | -           | 26     | 0      |
| 2021-2022            | Brisbane Roar        | AL                   | 23         | 2          | CA              | 2               | 0               | -                  | -                  | -                  | -           | -           | -           | 25     | 2      |
| 2022-2023            | Brisbane Roar        | AL                   | 22         | 0          | CA              | 5               | 1               | -                  | -                  | -                  | -           | -           | -           | 27     | 1      |
| Totale Brisbane Roar | Totale Brisbane Roar | Totale Brisbane Roar | 81+1       | 2          |                 | 9               | 1               |                    | -                  | -                  |             | -           | -           | 91     | 3      |
| 2023                 | T'orp'edo Kutaisi    | EL                   | 11         | 0          | CG              | 1               | 0               | UECL               | 4                  | 0                  | SG          | 1           | 0           | 17     | 0      |
| Totale carriera      | Totale carriera      | Totale carriera      | 102        | 2          |                 | 10              | 1               |                    | 6                  | 0                  |             | 1           | 0           | 119    | 3      |

### Cronologia presenze e reti in nazionale
| Cronologia completa delle presenze e delle reti in nazionale ― Afghanistan | Cronologia completa delle presenze e delle reti in nazionale ― Afghanistan | Cronologia completa delle presenze e delle reti in nazionale ― Afghanistan | Cronologia completa delle presenze e delle reti in nazionale ― Afghanistan | Cronologia completa delle presenze e delle reti in nazionale ― Afghanistan | Cronologia completa delle presenze e delle reti in nazionale ― Afghanistan | Cronologia completa delle presenze e delle reti in nazionale ― Afghanistan | Cronologia completa delle presenze e delle reti in nazionale ― Afghanistan |
| Data                                                                       | Città                                                                      | In casa                                                                    | Risultato                                                                  | Ospiti                                                                     | Competizione                                                               | Reti                                                                       | Note                                                                       |
| -------------------------------------------------------------------------- | -------------------------------------------------------------------------- | -------------------------------------------------------------------------- | -------------------------------------------------------------------------- | -------------------------------------------------------------------------- | -------------------------------------------------------------------------- | -------------------------------------------------------------------------- | -------------------------------------------------------------------------- |
| 7-9-2023                                                                   | Dacca                                                                      | Bangladesh                                                                 | 1 – 1                                                                      | Afghanistan                                                                | Amichevole                                                                 | -                                                                          | 69’                                                                        |
| 12-10-2023                                                                 | Syktyvkar                                                                  | Afghanistan                                                                | 1 – 0                                                                      | Mongolia                                                                   | Qual. Mondiali 2026                                                        | -                                                                          | 80’                                                                        |
| 17-10-2023                                                                 | Ulan Bator                                                                 | Mongolia                                                                   | 0 – 1                                                                      | Afghanistan                                                                | Qual. Mondiali 2026                                                        | -                                                                          | 80’                                                                        |
| 21-3-2024                                                                  | Khamis Mushait                                                             | Afghanistan                                                                | 0 – 0                                                                      | India                                                                      | Qual. Mondiali 2026                                                        | -                                                                          |                                                                            |
| 26-3-2024                                                                  | Guwahati                                                                   | India                                                                      | 1 – 2                                                                      | Afghanistan                                                                | Qual. Mondiali 2026                                                        | 1                                                                          |                                                                            |
| 6-6-2024                                                                   | Al-Hufuf                                                                   | Afghanistan                                                                | 0 – 0                                                                      | Qatar                                                                      | Qual. Mondiali 2026                                                        | -                                                                          | 23’                                                                        |
| 11-6-2024                                                                  | Al Kuwait                                                                  | Kuwait                                                                     | 1 – 0                                                                      | Afghanistan                                                                | Qual. Mondiali 2026                                                        | -                                                                          |                                                                            |
| Totale                                                                     |                                                                            | Presenze                                                                   | 7                                                                          |                                                                            | Reti                                                                       | 1                                                                          |                                                                            |